# Mästarmöte
Mästarmöte är ett album från 1986 med Lill-Nickes och Ransäterspojkarna, dessa båda delade första platsen vid SM i gammeldansmusik sommaren 1985 i Motala.
Från Lill-Nickes medverkade, Dan Larsson: dragspel och bas, Anders Jönsson: gitarr och klaviatur, Sven-Inge Andersson:bas, gitarr och dragspel, Michael Sandberg:fiol, bas och gitarr, Bengt Svensson:trummor.

## Låtlista
Sida 1 Lill-Nickes
1. Den ormstuckne (Carl Möller)
2. Spottkoppen (Dan Larsson)
3. Badbollen (Gnesta-Kalle)
4. Vingel-Anders mazurka (trad.arr. Dan Larsson)
5. Norska valsen (trad.arr. Dan Larsson)
6. Schottis från gol (trad.arr. Dan Larsson)
7. Snoa efter Algot Jorlin (trad.arr. P O Lundqvist)

Sida 2 Ransäterspöjkera
1. Linas polka (Conny Axelsson)
2. Nyårspolkan (Conny Axelsson)
3. Mölnbackahambo (Gert Ohlsson)
4. Trollflöjten (Gert Ohlsson)
5. Nettes snoa (Alf Olsson)
6. Valles mazurka (Erik Gustavsson, arr.Gert Ohlsson)
7. Morfars mazurka (Gert Ohlsson)